# آیسلیپ (هملت)، نیویورک
آیسلیپ (به انگلیسی: Islip) یک منطقهٔ مسکونی در ایالات متحده آمریکا است که در شهرستان سافک، نیویورک واقع شده‌است. آیسلیپ ۱۲٫۷ کیلومتر مربع مساحت و ۱۸٬۶۸۹ نفر جمعیت دارد و ۴٫۸۸ متر بالاتر از سطح دریا واقع شده‌است.